# Агентство безпеки і розвідки
Агентство безпеки і розвідки, скорочено — АБР (хорв. Sigurnosno-obavještajna agencija, SOA) — хорватська служба безпеки і розвідки, заснована 2006 року внаслідок ухвалення Закону «Про систему безпеки і розвідки Республіки Хорватії» шляхом об'єднання колишніх агентства контррозвідки і розвідувального агентства.
Теперішній директор АБР, призначений за згодою президента Грабар-Кітарович і прем'єр-міністра Орешковича, Даніел Маркич змінив на цій посаді Йосипа Булєвича, якого було призначено міністром оборони Хорватії.

## Історія

### 1991-2002
Протягом 1990-х років центральним органом проведення в життя національної безпеки було Управління захисту конституційного ладу (Ured za zaštitu ustavnog poretka, UZPU), створене Президентом Франьо Туджманом 27 травня 1991 року. Воно було розпущено 21 березня 1993 року, коли другим рішенням Президента було утворено Управління національної безпеки (Ured za nacionalnu sigurnost, UNS), правову базу для діяльності якого надав Закон про Управління національної безпеки (Zakon o uredu za nacionalnu sigurnost) від 17 травня 1995. Цілі та завдання розвідувальних служб Хорватії визначав і Об'єднаний комітет національної безпеки (Stožerni odbor nacionalne sigurnosti, SONS) та Координаційний комітет розвідувальних служб (Koordinacijski odbor obavještajne zajednice, KOOZ). Роботу першого спрямовували і координували урядові міністерства у галузі національної безпеки, тоді як останній ніс відповідальність за виконання завдань, поставлених Об'єднаним комітетом національної безпеки. Ядро розвідувальної системи становили чотири залучені до розвідувальної роботи управління:
- Хорватська розвідувальна служба (Hrvatska izvještajna služba, HIS)
- Служба захисту конституційного ладу МВС РХ (Služba za zaštitu ustavnog poretka Ministarstva unutarnjih poslova RH, SZUP)
- Служба безпеки та інформації Міністерства оборони РХ (Sigurnosno-informativna služba Ministarstva obrane RH, SIS)
- Розвідувальне управління Генерального штабу Збройних сил РХ (Obavještajna uprava Glavnog stožera Oružanih snaga RH, ObU GSOSRH)

Директиви щодо роботи Управління національної безпеки (УНБ) і хорватських розвідувальних структур надходили від Президента Хорватії. Директор УНБ і державні міністри визначали завдання тих служб, за які вони відповідали. Координаційний комітет розвідувальних служб (ККРС) готував річний план розвідувальних структур, який складався з проектів та оперативних заходів, до виконання яких залучалися дві чи більше служб. Об'єднаний комітет національної безпеки затверджував щорічний робочий план розвідувальних структур і стежив за його виконанням. Крім вищезгаданих УНБ та інших установ, система безпеки у ширшому розумінні складалася з кримінальної поліції, військової поліції, митної служби, фінансової поліції, представники яких могли скликати засідання ККРС.

### 2002-2006
2002 року Парламент Хорватії ухвалив Закон про служби безпеки Республіки Хорватії (Zakon o sigurnosnim službama Republike Hrvatske) та Стратегію національної безпеки Республіки Хорватії (Strategija nacionalne sigurnosti Republike Hrvatske). Закон установив три служби безпеки:
- Розвідувальне агентство (Obavještajna agencija, OA)
- Агентство контррозвідки (Protuobavještajna agencija, POA)
- Військове агентство безпеки (Vojna sigurnosna agencija, VSA)

Для того, щоб досягти співробітництва між Президентом і урядом Хорватії щодо керівництва роботою служб безпеки, та для узгодження оперативної роботи служб безпеки Рада з національної безпеки (Vijeće za nacionalnu sigurnost) створила Раду з координації органів безпеки (Savjet za koordinaciju sigurnosnih službi). Для виконання професійної та адміністративної роботи Ради національної безпеки і Ради з координації органів безпеки було утворено спеціальне Бюро Ради національної безпеки (Ured Vijeća za nacionalnu sigurnost).

### 2006-
Систему безпеки і розвідки Хорватії реформовано в середині 2006 року шляхом прийняття Закону про систему безпеки і розвідки (Zakon o sigurnosno-obavještajnom sustavu). Закон встановив дві служби безпеки, які діють і сьогодні:
- Агентство безпеки і розвідки (Sigurnosno-obavještajna agencija, SOA)
- Управління військової безпеки і розвідки (Vojna sigurnosno-obavještajna agencija, VSOA).

## Коло завдань
Агентство зосереджується на запобіганні діяльності або діям, що несуть загрозу конституційному ладу, ставлячи під загрозу безпеку державних органів, громадян і національних інтересів через:
- тероризм та інші форми організованого насильства;
- розвідувальну діяльність іноземних розвідувальних служб, організацій та приватних осіб;
- організацію і діяльність екстремістських груп та окремих осіб;
- загрозу безпеці найвищих державних посадовців та взятих під охорону об'єктів і зон;
- організовану та економічну злочинність;
- несанкціонований доступ до захищених інформаційних і комунікаційних систем державних органів;
- розкриття таємної інформації керівниками і співробітниками державних органів, наукових установ та юридичними особами, наділеними державними повноваженнями;
- інші види діяльності, спрямовані на загрозу національній безпеці.

Агентство збирає, аналізує, обробляє і оцінює дані політичного, економічного, науково-технічного та безпекового характеру стосовно держави, організацій, політичних та економічних союзів, груп і людей, особливо тих, які виказують наміри, можливості, плани і приховану таємну діяльність, що ставлять під загрозу національну безпеку, або дані, які мають важливе значення для національної безпеки Республіки Хорватії.